# René Ferrier
René Ferrier (Thionne, Francia, 7 de diciembre de 1936-Saint-Étienne, Francia, 15 de septiembre de 1998) fue un mediocampista francés de fútbol. Jugó para Francia en la Eurocopa 1960. Además, dirigió dos equipos en su etapa como entrenador.

## Equipos

### Como jugador
| Equipo                         | País                | Años                | PJ  | Goles |
| ------------------------------ | ------------------- | ------------------- | --- | ----- |
| AS Saint-Étienne               | Francia             | 1954-1965           | 311 | 50    |
| SC Bastia                      | Francia             | 1965-1969           | 139 | 21    |
| Selección de fútbol de Francia | Francia             | 1958–1964           | 24  | 0     |
| Total en su carrera            | Total en su carrera | Total en su carrera | 474 | 71    |

### Como entrenador
| Equipo            | País    | Años      |
| ----------------- | ------- | --------- |
| ESA Brive         | Francia | 1972-1973 |
| Blois Football 41 | Francia | 1973–1974 |

## Palmarés
| Título               | Club             | Año  |
| -------------------- | ---------------- | ---- |
| Copa Charles Drago   | AS Saint-Étienne | 1955 |
| Ligue 1              | AS Saint-Étienne | 1957 |
| Supercopa de Francia | AS Saint-Étienne | 1957 |
| Copa Charles Drago   | AS Saint-Étienne | 1958 |
| Copa de Francia      | AS Saint-Étienne | 1962 |
| Supercopa de Francia | AS Saint-Étienne | 1962 |
| Ligue 2              | AS Saint-Étienne | 1963 |
| Ligue 1              | AS Saint-Étienne | 1964 |
| Ligue 2              | SC Bastia        | 1968 |